# 陸前高田長部インターチェンジ
陸前高田長部インターチェンジ（りくぜんたかたおさべインターチェンジ）は、岩手県陸前高田市にある三陸沿岸道路のインターチェンジである。岩手県内の三陸道のインターチェンジでは最南端である。

## 歴史
- 2018年（平成30年）7月28日 : 陸前高田長部IC - 陸前高田IC間開通に伴い供用開始[1]。
- 2019年（平成31年）3月21日 : 唐桑小原木IC - 陸前高田長部IC間開通[2]。

## 道路

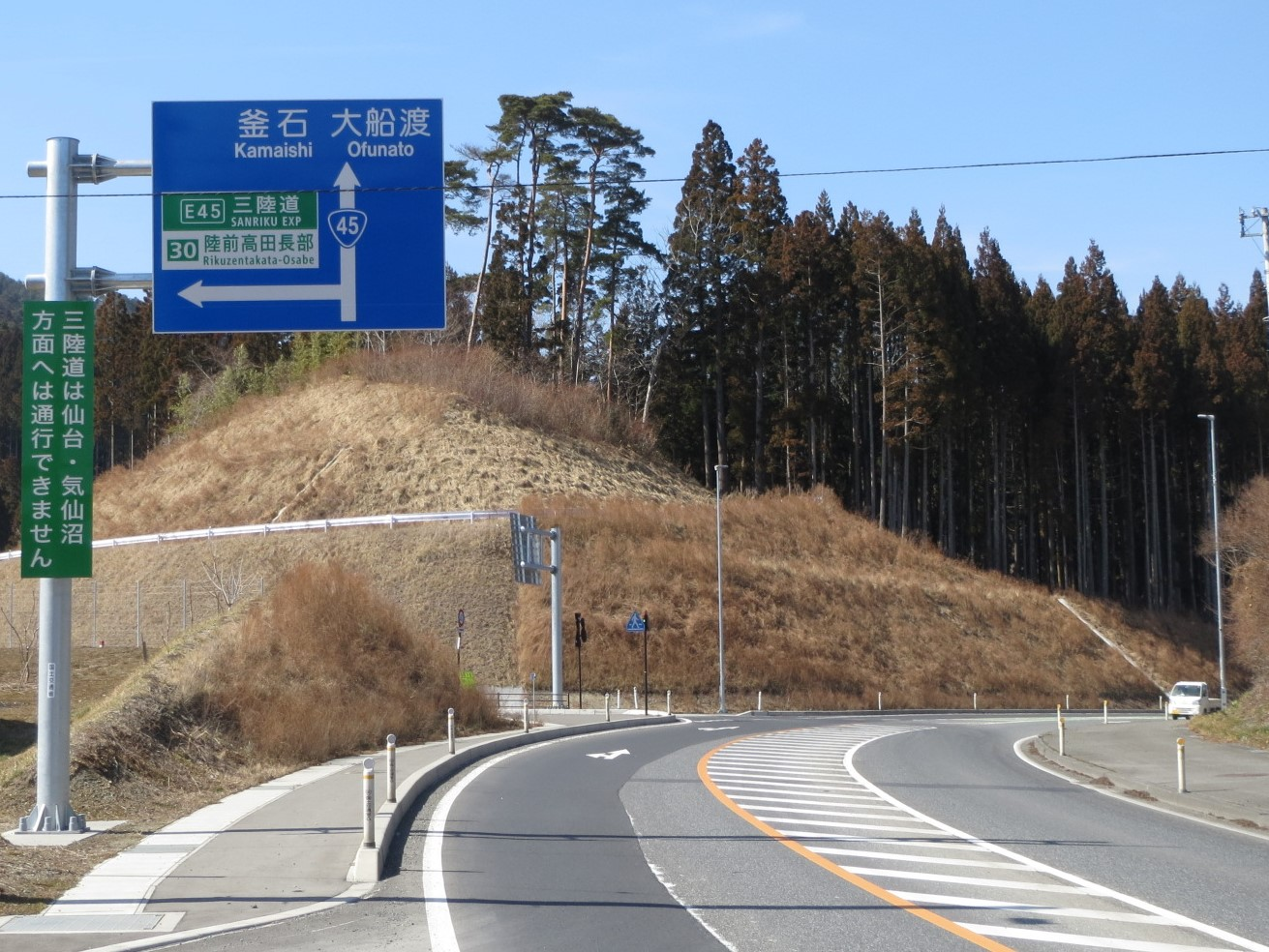
国道45号線との交差点（出入口）付近

### 本線
- E45 三陸沿岸道路（唐桑高田道路・30番）

### 接続する道路
- 国道45号

## 料金所
- 無料区間のためなし。

## 周辺
- 奇跡の一本松
- JR東日本大船渡線BRT「長部駅」

## 隣
E45 三陸沿岸道路
(29) 唐桑小原木IC - (30) 陸前高田長部IC - (31) 陸前高田IC
- 唐桑小原木ICと唐桑半島ICはともに仙台方面のみ出入り可のハーフICであるため、仙台方面の次の出口は気仙沼鹿折ICとなる。